# أولريكا لوناسيك
أولريكا لوناسيك (من مواليد 26 مايو 1957) هي سياسية نمساوية شغلت منصب وزيرة الدولة للشؤون الثقافية في حكومة المستشار سيباستيان كورتس في عام 2020. وهي عضوة في حزب الخضر النمساوي، وهي جزء من حزب الخضر الأوروبي.
من عام 2009 حتى عام 2017، كانن لوناسيك عضوًا في البرلمان الأوروبي. خلال ذلك الوقت، شغلت منصب نائبة رئيس البرلمان الأوروبي، وعضوة في مجموعة الخضر / التعليم للجميع في البرلمان الأوروبي ورئيسة وفد الخضر النمساويين في البرلمان الأوروبي. كانت المقررة ووالرئيسة المشاركة للمجموعة الدولية لحقوق المثليين وعضو لجنة الشؤون الخارجية والبديل في لجنة الحريات المدنية والعدل والشؤون الداخلية في كوسوفو.
في عام 2017، كانت لوناسيك هي أكبر مرشح للخضر في الانتخابات العامة النمساوية، حيث تعرض الحزب لهزيمة تاريخية وفشل في الفوز بمقعد واحد في البرلمان لأول مرة منذ عام 1983. استقالت لوناسيك بعد ذلك من جميع الوظائف السياسية في النمسا والاتحاد الأوروبي.

## حياتها
من عام 1967 إلى عام 1975، التحقت لوناسيك بالمدرسة الثانوية في فيينا. علاوة على ذلك، أمضت عامًا دراسيًا واحدًا (1973-1974) كطالبة في مدرسة ثانوية في بون ، أيوا. في عام 1975 بدأت دراسة الترجمة (الإنجليزية والإسبانية) في جامعة إنسبروك وتخرجت عام 1983. خلال هذا الوقت، شاركت في إنشاء مركز إيواء النساء في إنسبروك وقامت بأعمال اجتماعية. من 1984 إلى 1986 عملت مستشارة لمنظمة (التضامن بين النساء) في فيينا. بعد ذلك، عملت لوناسيك كمحررة لمجلة «رياح جنوبية» والمسؤول الصحفي في دائرة المعلومات النمساوية لسياسات التنمية. بالإضافة إلى ذلك، عملت مترجمة وصحفية مستقلة.
في عام 1994 كانت لوناسيك مندوبة المنظمات غير الحكومية في مؤتمر الأمم المتحدة الدولي للسكان والتنمية في القاهرة، وبعد ذلك بعام قامت بتنسيق العمل الصحفي لجميع المنظمات غير الحكومية في المؤتمر العالمي الرابع للمرأة في بكين.

## نشاطها السياسي
بدأت الحياة السياسية لـ لوناسيك في عام 1995 بتقديم «نداء إلى العقل»، الذي نظمه المنتدى النمساوي للمثليات والمثليين في قصر أويرسبرج، والترشح لأول مرة لحزب الخضر النمساوي، الذي كانت مديرة أعماله الفيدرالية من عام 1996 إلى 1998.

### عضو البرلمان النمساوي 1999-2009
من عام 1999 إلى عام 2009، كان لوناسيك عضوًا في البرلمان والمتحدثة باسم مجموعة جرين حول السياسة الخارجية والتنموية بالإضافة إلى المساواة للمثليات والمثليين والمتحولين جنسياً. وابتداءً من عام 1999، كانت نائبة رئيس لجنة الشؤون الخارجية.
بصفتها أول سياسية مثلية الجنس علنًا في البرلمان النمساوي،  هي أيضًا عضوة في حزب الخضر «أندرسروم».
في 5 مايو 2006، تم انتخاب لوناسيك رئيسًا مشاركًا لحزب الخضر الأوروبي في هلسنكي، وهو المنصب الذي شغله لمدة 3 سنوات. في 28 أكتوبر 2008، أصبحت نائبة رئيس النادي البرلماني الأخضر في النمسا وتم ترشيحها لانتخابات البرلمان الأوروبي لعام 2009 .

### عضو البرلمان الأوروبي، 2009-2017
بصفتها رئيسًا مشاركًا لمجموعة البرلمان الأوروبي المعنية بحقوق المثليين، ناضلت لوناك أيضًا من أجل حقوق مجتمع الميم. بالإضافة إلى ذلك، كانت عضوًا في البرلمان الأوروبي  والمجموعة المشتركة في البرلمان الأوروبي لحقوق الطفل.
في عام 2011، ذكرت بوليتيكو أوروبا أن أولريكا، بتشجيع من مساعدي كاثرين أشتون، تقدمت بطلب لشغل منصب رئيس مكتب الدائرة الأوروبية للشؤون الخارجية في كوسوفو، ولكن تم إخبارها بعد ذلك أنها، بصفتها غير دبلوماسية، ليست مؤهلة.
قاد لوناسيك بعثات مراقبة الانتخابات بين الاتحاد الأوروبي في مناسبات عديدة، بما في ذلك الانتخابات العامة في هندوراس لعام 2013 .
في فبراير 2013، تم انتخاب لوناسيك نائبًا لرئيس مجموعة حزب الخضر النمساوي في البرلمان الأوروبي. بعد الانتخابات الأوروبية 2014 ، صوتت المجموعة لها كمرشحة لرئاسة البرلمان الأوروبي. عملت كواحدة من أربعة عشر نائبًا لرئيس البرلمان الأوروبي الذين يجلسون في منصب الرئيس في رئاسة الجلسة العامة. وبهذه الصفة، كانت مسؤولة عن جائزة ساخاروف البرلمانية وممثلة البرلمان في المسائل المتعلقة بغرب البلقان. كانت أيضًا عضوًا في مجموعة دعم الديمقراطية وتنسيق الانتخابات، التي تشرف على بعثات مراقبة الانتخابات في البرلمان.

### العمل في السياسة الوطنية
عملت أولريكا لفترة وجيزة كوزير دولة للشؤون الثقافية في حكومة المستشار سيباستيان كورتس في أوائل عام 2020. في مايو 2020، استقالت تحت ضغط من مديري المسرح وفناني الأداء بسبب عدم وجود إلحاح في إعادة فتح الأماكن الثقافية حتى مع تخفيف الإغلاق وسط جائحة فيروس كورونا في النمسا.

## المواقف السياسية
في عام 2013، دعت أولريكا إلى قرار غير ملزم بشأن «الصحة والحقوق الجنسية والإنجابية». الذي دعا إلى «التربية الجنسية والعلاقات المناسبة للعمر والمراعي للجنس... لجميع الأطفال والمراهقين» وأشار إلى وثيقة شاركت في تأليفها منظمة الصحة العالمية والتي تعتبر فيها بعض المعلومات الجنسية مناسبة من سن 4 سنوات. بعد بعض الجدل، أقر البرلمان الأوروبي بدلاً من ذلك نسخة معدلة أعلنت أن التربية الجنسية من اختصاص الدول الأعضاء. ووصف لوناك معارضي التقرير بأنهم «متعصبون يمينيون»  مشيرًا إلى أن الجماعات تعارض «حق المرأة في حياة إنجابية وجنسية آمنة وصحية».
في 27 أبريل 2017، رحبت أولريكا بالإفراج عن راموش هاراديناج، الزعيم السابق لجيش التحرير الألباني جيش تحرير كوسوفو، واتهم المدعي الصربي لجرائم الحرب هاراديناي بارتكاب جرائم حرب وجرائم ضد الإنسانية وطالبت صربيا بتسليمه. وحثت أولريكا مسؤولي الاتحاد الأوروبي على الضغط على صربيا لسحب مذكرات التوقيف التي أصدرتها.

## أنشطة أخرى
- عضوة في مجلس الإدارة للمعهد النمساوي للشؤون الدولية.
- عضوة في شبكة البرلمانيين لمنع النزاعات في معهد إيست ويست، [15]
- عضوة في المجلس الأوروبي للعلاقات الخارجية [16]
- عضوة في مجلس المنتدى الأوروبي ألباخ.[17]

## جوائز
- وسام الشرف للخدمات المقدمة إلى جمهورية النمسا (2009)
- جائزة روزا للشجاعة (2013)

## حياتها الشخصية
كانت أولريكا قد اعترفت بميولها الجنسية المثلية في عام 1980. تعيش منذ 1994 مع فتاة من البيرو.

## روابط خارجية
- الموقع الرسمية
- حزب الخضر النمساوي.
- سيرة أولريكا لوناك في برلمان النمسا.